# نانسي سوليفان (مغنية)
نانسي سوليفان (بالإنجليزية: Nancy Sullivan)‏ هي مغنية بريطانية، ولدت في 15 مارس 1985 في لندن في المملكة المتحدة.